# Relaciones Afganistán-República Popular China
Las relaciones entre el Emirato Islámico de Afganistán y la República Popular de China se han dado a lo largo de la historia entre los entes políticos de ambos territorios de una manera generalmente prolífica, con intercambios de bienes y relaciones auspiciadas especialmente por la ruta de la seda desde la época de la dinastía Han en China. Actualmente, ambos países mantienen una embajada en la capital del otro y comparten una frontera común de unos 70 km de extensión.
Desde la implantación del primer estado independiente de Afganistán que se considera precursor del estado moderno, el Emirato de Afganistán en 1823, las relaciones entre ambas naciones, englobadas en ese tiempo entre el Gran Juego y la colonización europea de Asia, fue de colaboración e incluso en el siglo XX, con la expansión de la ayuda económica de China a Afganistán en los primeros compases del periodo de la guerra fría, se considera que esta relación va en mejora. Las relaciones entre ambos países estuvieron interrumpidas en las décadas de 1960 y 1970, prácticamente desde el inicio de la ruptura sino-soviética hasta la invasión soviética de Afganistán. Las relaciones sino-afganas fueron restablecidas tras la retirada de tropas soviéticas de Afganistán.
Las relaciones económicas entre ambos países han ido en aumento incluso tras la invasión estadounidense de Afganistán, durante la cual la implicación de la República Popular de China fue inicialmente limitada, si bien no rompieron relaciones comerciales con el país, siendo su mayor socio comercial además de enviar millones de euros en ayudas durante la guerra. El rol diplomático de China en Afganistán ha crecido con los años, convirtiéndose en una fuerte influencia en la zona, ejemplo de lo cual se dio con el liderazgo del ministro de exteriores Wang Yi al frente de las negociaciones de los países limítrofes con el nuevo gobierno afgano tras la toma del poder de los talibanes en el país.